# Francis Ysidro Edgeworth
Francis Ysidro Edgeworth (8 de fevereiro de 1845 - 13 de fevereiro de 1926) foi um filósofo e economista político anglo-irlandês que fez contribuições significativas para os métodos estatísticos durante a década de 1880. De 1891 em diante, foi nomeado editor-fundador do The Economic Journal.

## Vida
Edgeworth nasceu em Edgeworthstown, County Longford, Irlanda. Ele não frequentou a escola, mas foi educado por professores particulares na propriedade de Edgeworthstown até atingir a idade de entrar na universidade. Seu pai, Francis Beaufort Edgeworth, era descendente de huguenotes franceses e "era um inquieto estudante de filosofia em Cambridge a caminho da Alemanha quando decidiu fugir com uma adolescente refugiada catalã Rosa Florentina Eroles que ele conheceu nos degraus do Museu Britânico. Um dos resultados de seu casamento foi Ysidro Francis Edgeworth (a ordem dos nomes foi invertida posteriormente).... " Richard Lovell Edgeworth era seu avô, e a escritora, Maria Edgeworth, era sua tia.
Como estudante no Trinity College Dublin, ele estudou clássicos obtendo uma bolsa em 1863 e se formando em 1865, e no Balliol College, Oxford, Edgeworth estudou línguas antigas e modernas. Autodidata voraz, ele estudou matemática e economia somente depois de concluir a universidade. Ele se qualificou como advogado em Londres em 1877, mas não exerceu a profissão.
Com base em suas publicações em economia e estatística na década de 1880, Edgeworth foi nomeado para uma cadeira de economia no King's College London em 1888 e, em 1891, foi nomeado professor Drummond de economia política na Universidade de Oxford. Em 1891, ele também foi nomeado editor-fundador do The Economic Journal. Ele continuou como editor ou editor-adjunto até sua morte, 35 anos depois.
Edgeworth foi uma figura altamente influente no desenvolvimento da economia neoclássica. Ele foi o primeiro a aplicar certas técnicas matemáticas formais à tomada de decisão individual em economia. Ele desenvolveu a teoria da utilidade, introduzindo a curva de indiferença e a famosa caixa de Edgeworth, que agora é familiar para alunos de graduação em microeconomia. Ele também é conhecido pela conjectura de Edgeworth, que afirma que o núcleo de uma economia se encolhe ao conjunto de equilíbrios competitivos como o número de agentes na economia fica maior. Nas estatísticas, Edgeworth é mais lembrado por ter seu nome na série Edgeworth.
Seu livro mais original e criativo sobre economia foi Mathematical Psychics: An Essay on the Application of Mathematics to the Moral Sciences, publicado em 1881 no início de sua longa carreira no assunto. O livro era notoriamente difícil de ler. Ele frequentemente referenciava fontes literárias e intercalava a escrita com passagens em várias línguas, incluindo latim, francês e grego antigo. A matemática era igualmente difícil, e várias de suas aplicações criativas da matemática a questões econômicas ou morais foram julgadas incompreensíveis. No entanto, um dos economistas mais influentes da época, Alfred Marshall, comentou em sua revisão da Mathematical Psychics:
Este livro mostra sinais claros de gênio, e é uma promessa de grandes coisas por vir... Seus leitores podem às vezes desejar que ele tivesse mantido seu trabalho por ele um pouco mais até que ele o tivesse trabalhado um pouco mais completamente e obtido isso simplicidade que só vem com um longo trabalho. Mas, tomando-o como o que afirma ser, "um estudo provisório", podemos apenas admirar seu brilho, força e originalidade.
O amigo íntimo de Edgeworth, William Stanley Jevons, disse sobre o Mathematical Psychics:
O que quer que os leitores deste livro possam pensar sobre isso, eles provavelmente concordariam que é um livro muito notável... Não pode haver dúvida de que, no estilo de sua composição, o Sr. Edgeworth não faz justiça ao seu assunto. Seu estilo, se não obscuro, é implícito, de modo que o leitor precisa decifrar cada frase importante como um enigma.
A Royal Statistical Society concedeu-lhe a Guy Medal in Gold em 1907. Edgeworth serviu como presidente da Royal Statistical Society, 1912-14. Em 1928, Arthur Lyon Bowley publicou um livro intitulado e dedicado a FY Edgeworth's Contributions to Mathematical Statistics.

## Contribuições para a economia

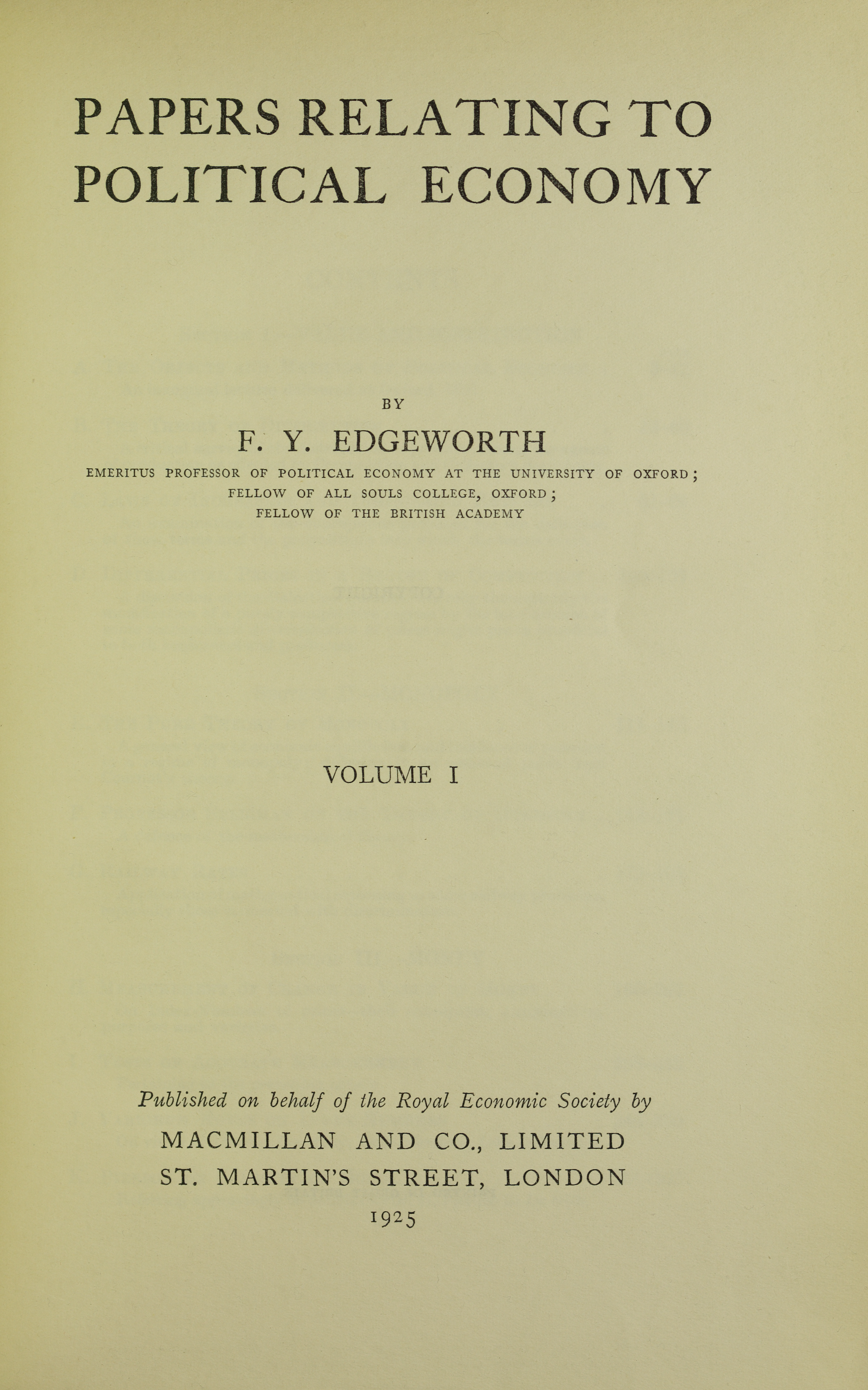
Artigos relativos à economia política, 1925

Em Mathematical Psychics (1881), seu mais famoso e original livro, ele criticou teoria de Jevons da troca de câmbio, mostrando que sob um sistema de "recontratação" haverá, de fato, muitas soluções, uma "indeterminação do contrato". A "gama de assentamentos finais" de Edgeworth foi mais tarde ressuscitada por Martin Shubik (1959) para ser o conceito teórico do jogo de "o núcleo".
- Conjectura de Edgeworth

Quando o número de agentes em uma economia aumenta, o grau de indeterminação é reduzido. No caso limite de um número infinito de agentes (competição perfeita), o contrato torna-se totalmente determinado e idêntico ao "equilíbrio" dos economistas. A única maneira de resolver essa indeterminação do contrato seria apelar para o princípio utilitário de maximizar a soma das utilidades dos comerciantes ao longo da faixa de liquidações finais. A propósito, foi neste livro de 1881 que Edgeworth introduziu na economia a função de utilidade generalizada,  U ( x,  y,  z,...), e desenhou a primeira 'curva de indiferença'.
- Comércio internacional

Ele foi o primeiro a usar curvas de oferta e curvas de indiferença da comunidade para ilustrar suas principais proposições, incluindo a "tarifa ótima".
- Paradoxo tributário

A tributação de um bem pode realmente resultar em uma redução no preço.
Ele estabeleceu as bases utilitárias para uma tributação altamente progressiva, argumentando que a distribuição ótima de impostos deveria ser tal que "a desutilidade marginal incorrida por cada contribuinte deveria ser a mesma" (Edgeworth, 1897).
- Preços de monopólio

Em 1897, em um artigo sobre preços de monopólio, Edgeworth criticou a solução exata de Cournot para o problema do duopólio com ajustes de quantidade, bem como o resultado "instantaneamente competitivo" de Bertrand em um modelo de duopólio com ajuste de preços. Ao mesmo tempo, Edgeworth mostrou como a competição de preços entre duas empresas com restrições de capacidade e / ou curvas de custo marginal crescentes resultava em indeterminação. Isso deu origem ao modelo de oligopólio Bertrand – Edgeworth.
- Teoria da produtividade marginal

Edgeworth criticou a teoria da produtividade marginal em vários artigos (1904, 1911) e tentou refinar a teoria neoclássica da distribuição em uma base mais sólida. Embora seu trabalho em questões de finanças de guerra durante a Primeira Guerra Mundial fosse original, eram um pouco teóricos demais e não alcançaram a influência prática que ele esperava.
- Teorema do limite de Edgeworth

O teorema do limite de Edgeworth está relacionado ao equilíbrio da oferta e da demanda em um mercado livre.
Embora as idéias econômicas de Edgeworth fossem originais e profundas, seus contemporâneos frequentemente reclamaram de sua maneira de se expressar por falta de clareza. Ele era propenso a verbosidade e cunhou palavras obscuras sem fornecer uma definição para o leitor.

## Publicações

### Coleções / seleções
- F. Y. Edgeworth (1925) Papers relating to political economy 3 vols. Available online at Gallica
- Mirowski, Philip (1994). Edgeworth on Chance, Economic Hazard, and Statistics. [S.l.]: Rowman & Littlefield. ISBN 978-0-8476-7751-1
- Charles R. McCann Jr. (ed.) (1966) F.Y. Edgeworth: Writings in Probability, Statistics and Economics, 3 vols. Cheltenham, Glos.: Elgar.
- F. Y. Edgeworth (2003).  Peter Newman, ed. F.Y. Edgeworth : Mathematical Psychics and Further Papers on Political Economy. [S.l.]: Oxford University Press. ISBN 978-0-19-828712-4

### Trabalhos individuais
- "Mr. Matthew Arnold on Bishop Butler's Doctrine of Self-Love", 1876, Mind
- New and Old Methods of Ethics, 1877.
- "The Hedonical Calculus", 1879, Mind, pp. 394–408
- Mathematical Psychics: An Essay on the Application of Mathematics to the Moral Sciences. [S.l.]: Kegan Paul. 1881
- "Mr. Leslie Stephen on Utilitarianism", 1882, Mind
- "The Law of Error", 1883, Phil Mag, pp. 300–309
- "The Method of Least Squares", 1883, Phil Mag
- "The Physical Basis of Probability", 1883, Phil Mag
- "On the Method of Ascertaining a Change in the Value of Gold", 1883, JRSS
- "Review of Jevons's Investigations", 1884, Academy
- "The Rationale of Exchange", 1884, JRSS
- "The Philosophy of Chance", 1884, Mind
- "On the Reduction of Observations", 1884, Phil Mag, pp. 135–141
- "A Priori Probabilities", 1884, Phil Mag
- "Chance and Law", 1884, Hermathena, pp. 154–163
- "Methods of Statistics", 1885, Jubilee Volume of RSS.
- "The Calculus of Probabilities Applied to Psychic Research, I & II", 1885, 1886, Proceedings of Society for Psychic Research
- "On Methods of Ascertaining Variations in the Rate of Births, Deaths and Marriages", 1885, JRSS
- "Progressive Means", 1886, JRSS
- "The Law of Error and the Elimination of Chance", 1886 Phil Mag
- "On the Determination of the Modulus of Errors", 1886, Phil Mag
- "Problems in Probabilities", 1886, Phil Mag
- "Review of Sidgwick's Scope and Method", 1886, Academy
- "Review of Jevons's Journals", 1886, Academy
- "Four Reports by the committee investigating best method of ascertaining and measuring variations in the monetary standard", 1887, Reports of the BAAS (Parts I & 3; Part 2)
- "Observations and Statistics: An essay on the theory of errors of observation and the first principles of statistics", 1887, Transactions of Cambridge Society.
- Metretike, or the method of measuring probability and utility, 1887.
- "On Observations Relating to Several Quantities", 1887, Hermathena
- "The Law of Error", 1887, Nature
- "The Choice of Means", 1887, Phil Mag
- "On Discordant Observations", 1887, Phil Mag
- "The Empirical Proof of the Law of Error", 1887, Phil Mag
- "On a New Method of Reducing Observations Relating to Several Quantities", 1888, Phil Mag
- "New Methods of Measuring Variation in General Prices, 1888, JRSS
- "The Statistics of Examinations", 1888, JRSS
- "The Value of Authority Tested by Experiment", 1888, Mind
- "Mathematical Theory of Banking", 1888, JRSS
- "On the Application of Mathematics to Political Economy: Address of the President of Section F of the British Association for the Advancement of Science", 1889, JRSS
- "The Mathematical Theory of Political Economy: Review of Walras's Elements", 1889, Nature
- "Review of Wicksteed's Alphabet", 1889, Academy
- "Review of Bohm-Bawerk's Kapital und Kapitalismus", 1889, Academy
- "Review of Bertrand's Calcul des Probabilites", 1889, J of Education
- "Points at which Mathematical Reasoning is Applicable to Political Economy", 1889, Nature
- "Appreciation of Gold", 1889, QJE
- "The Element of Chance in Competitive Examinations", 1890, JRSS
- "Economic Science and Statistics", 1889, Nature
- "Review of Marshall's Principles", 1890, Nature
- "Review of Jevons's Pure Logic", 1890, Academy
- "Review of Walras's Elements", 1890, Academy
- "Review of Bohm-Bawerk's Capital and Interest", 1890, Academy
- "La Théorie mathématique de l'offre et de la demande et le côut de production", 1891, Revue d'Economie Politique
- "Osservazioni sulla teoria matematica dell' economica politica", 1891, GdE (trans. "On the Determinateness of Economic Equilibrium")
- "Ancora a proposito della teoria del baratto", 1891, GdE
- "Review of Ricardo's Principles", 1891, J of Education
- "The British Economic Association", 1891, In: The Economic Journal (EJ), Vol. 1, pp. 1–14 (in  Wikisource)
- "Review of Keynes's Scope and Method", 1891, EJ
- "An Introductory Lecture on Political Economy", 1891, EJ
- "Review of Sidgwick's Elements of Politics", 1891, EJ
- "Review of Second Edition of Marshall's Principles", 1891, EJ
- "Mathematical Investigations in the Theory of Value and Prices," Connecticut Academy, 1892.
- "Correlated Averages", 1892, Phil Mag
- "The Law of Error and Correlated Averages", 1892, Phil Mag.
- "Recent Attempts to Evaluate the Amount of Coin Circulating in a Country", 1892, EJ
- "Review of Marshall's Economics of Industry", 1892, Nature
- "Review of Cantillon's Essai", 1892, EJ
- "Review of Palgrave's Dictionary", 1892, EJ
- "Review of Bohm-Bawerk's Positive Theory of Capital", 1892, EJ
- "Review of Smart's Introduction to the Theory of Value", 1892, EJ
- "Review of Dusing's Das Geschlechtverhaltniss", 1892, EJ
- "Review of Benson's Capital, Labor and Trade", 1892, EJ
- "Review of Smart's Women's Wages", 1893
- "Review of Bonar's Philosophy", 1893, Mind
- "Review of Walsh's Bimetallism", 1893, EJ
- "Review of Fisher's Mathematical Investigations", 1893, EJ
- "Professor Böhm-Bawerk on the Ultimate Standard of Value", 1894, EJ
- "One More Word on the Ultimate Standard of Value", 1894, EJ
- "Review of Wiser's Natural Value", 1894, EJ
- "Theory of International Values: Parts I, II and III", 1894, EJ
- "Recent Writings on Index Numbers", 1894, EJ
- "The Measurement of Utility by Money", 1894, EJ
- "Asymmetric Correlation between Social Phenomenon", 1894, JRSS
- Entries: "Average", "Census", "Cournot", "Curves", "Demand Curves", Difficulty of Attainment", "Distance in Time", "Error", 1894, in Palgrave, editor, Dictionary of Political Economy, Vol. 1.
- "Review of the Webbs' History of Trade Unionism", 1894, EJ
- "Review of Third Edition of Marshall's Principles", 1895, EJ
- "Mr. Pierson on the Scarcity of Gold", 1895, EJ
- "Thoughts on Monetary Reform", 1895, EJ
- "The Stationary State in Japan", 1895, EJ
- "A Defense of Index-Numbers", 1896, EJ
- "Statistics on Unprogressive Communities", 1896, JRSS
- "The Asymmetrical Probability Curve (Abstract)", 1894, Proceedings of the Royal Society
- "The Asymmetrical Probability Curve", 1896, Phil Mag
- "The Compound law of Error", 1896, Phil Mag
- Entries: "Gossen", "Index Numbers", "Intrinsic Value", "Jenkin", "Jennings", "Least Squares" and "Mathematical Method", 1896, in Palgrave, editor, Dictionary of Political Economy, Vol. 2.
- "Review of Price's Money", 1896, EJ
- "Review of Nicholson's Strikes and Social Problems", 1896, EJ
- "Review of Pierson's Leerboek, Vol. 1", 1896, EJ
- "Review of Pierson's Leerkook, Vol. 2", 1897, EJ
- "Review of Bastable, Theory of International Trade", 1897, EJ
- "Review of Grazani's Istituzioni", 1897, EJ
- "La teoria pura del monopolio", 1897, GdE, (trans."The Pure Theory of Monopoly")
- "The Pure Theory of Taxation: Parts I, II and III", 1897, EJ
- "Miscellaneous Applications of the Calculus of Probabilities", Parts 1, 2, 3, 1897, 1898, JRSS
- "Review of Cournot's Recherches", 1898, EJ
- "Professor Graziani on the Mathematical Theory of Monopoly", 1898, EJ
- "Review of Darwin's Bimetallism", 1898, EJ
- "On the Representation of Statistics by Mathematical Formulae", Part 1 (1898), Parts 2, 3, 4 (1899)
- "On a Point in the Theory of International Trade", 1899, EJ
- "Review of Davidson, Bargain Theory of Wages", 1899, EJ
- "Professor Seligman on the Mathematical Method in Political Economy", 1899, EJ
- Entries: "Pareto", "Pareto's Law", "Probability", Supply Curve" and "Utility", 1899, in Palgrave, editor, Dictionary of Political Economy, Vol. 3
- "Answers to Questions by Local Taxation Commission", 1899, Reprint of Royal Commission for Local Taxation
- "The Incidence of Urban Rates, Parts I, II and III" 1900, EJ
- "Defence of Mr. Harrison's Calculation of the Rupee Circulation", 1900, EJ
- "Review of J.B. Clark's Theory of Distribution", 1900, EJ
- "Review of Smart's Taxation of Land-Values", 1900, EJ
- "Review of Bastable, Theory of International Trade (3rd edition)", 1897, EJ
- "Review of Bonar and Hollander, Letters of Ricardo", 1900, EJ
- "Mr. Walsh on the Measurement of General Exchange Value", 1901, EJ
- "Disputed Points in the Theory of International Trade", 1901, EJ
- "Review of Gide's Cooperation", 1902, EJ
- "Review of Wells's Anticipations", 1902, EJ
- "Methods of Representing Statistics of Wages and Other Groups Not *"Fulfilling the Normal Law of Error", with A.L. Bowley, 1902, JRSS
- "The Law of Error", 1902, Encycl Britannica
- "Review of Cannan's History of Theories of Production", 1903, EJ
- "Review of Bortkiewicz's Anwendungen and Pareto's Anwendungen", 1903, EJ
- "Review of Bastable's Public Finance", 1903, EJ
- "Review of Bastable's Cartels et Trusts", 1903, EJ
- "Review of Pigou's Riddle of the Tariff", 1904, EJ
- "Review of Nicholson's Elements", 1904, EJ
- "Review of Bowley's National Progress", 1904, EJ
- "Review of Plunkett's Ireland", 1904, EJ
- "Review of Northon's Loan Credit", 1904, EJ
- "Review of Graziani's Istituzione", 1904, EJ
- "Review of Dietzel's Vergeltungzolle", 1904, EJ
- "Preface", 1904, in J.R. MacDonald, editor, Women in the Printing Trades.
- "The Theory of Distribution", 1904, QJE
- "The Law of Error", 1905, Transactions of Cambridge Society
- "Review of Nicholson's History of English Corn Laws", 1905, EJ
- "Review of Cunynghame's Geometrical Political Economy", 1905, EJ
- "Review of Carver's Theory of Distribution", 1905, EJ
- "Review of Taussig's Present Position", 1905, EJ
- "Review of Henry Sidgwick: A memoir", 1906, EJ
- "The Generalised Law of Error, or Law of Great Numbers", 1906, JRSS
- "Recent Schemes for Rating Urban Land Values", 1906, EJ
- "On the Representation of Statistical Frequency by a Series", 1907, JRSS
- "Statistical Observations on Wasps and Bees", 1907, Biometrika
- "Review of de Foville's Monnaie and Guyot's Science economique", 1907, EJ
- "Appreciations of Mathematical Theories", Parts I & II (1907), Parts III & IV (1908), EJ
- "On the Probable Errors of Frequency Constants", I, II & III (1908), Add. (1909), JRSS
- "Review of Andreades's Lecture on the Census", 1908, EJ
- "Review of Rea's Free Trade", 1908, EJ
- "Review of Withers's Meaning of Money", 1909, EJ
- "Review of Mitchell's Gold Prices", 1909, EJ
- "Review of Jevons's Investigations", 1909, EJ
- "Application du calcul des probabilités à la Statistique", 1909, Bulletin de l'Institut international de statistique
- "On the Use of the Differential Calculus in Economics to Determine Conditions of Maximum Advantage", 1909, Scientia
- "Applications of Probabilities to Economics, Parts I & II", 1910, EJ.
- "The Subjective Element in the First Principles of Taxation", 1910, QJE
- "Review of John Stuart Mill's Principles", 1910, EJ
- "Review of Colson's Cours", 1910, EJ
- "Review of J. Maurice Clark's Local Freight Discriminations", 1910, EJ
- "Review of Hammond's Railway Rate Theories", 1911, EJ
- "Probability and Expectation", 1911, Encycl Britannica
- "Monopoly and Differential Prices", 1911, EJ
- "Contributions to the Theory of Railway Rates", Part I & II (1911), Part III (1912), Part IV (1913), EJ
- "Review of Moore's Laws of Wages", 1912, EJ
- "Review of Pigou's Wealth and Welfare", 1913, EJ
- "On the Use of the Theory of Probabilities in Statistics Relating to Society", 1913, J of RSS
- "A Variant Proof of the Distribution of Velocities in a Molecular Chaos", 1913, PhilMag
- "On the Use of Analytical Geometry to Represent Certain Kinds of Statistics", Parts I–V, 1914, J of RSS
- "Recent Contributions to Mathematical Economics, I & II", 1915, EJ
- On the Relations of Political Economy to War, 1915.
- The Cost of War and ways of reducing it suggested by economic theory, 1915.
- "Economists on War: Review of Sombart, etc.", 1915, EJ
- "Review of Pigou's Economy and Finance of War", 1916, EJ
- "Review of Preziosi's La Germania alla Conquista dell' Italia", 1916, EJ
- "British Incomes and Property", 1916, EJ
- "On the Mathematical Representation of Statistical Data", Part I (1916), Parts II–IV (1917), J of RSS
- "Review of Gill's National Power and Prosperity", 1917, EJ
- "Review of Lehfeldt's Economics in Light of War", 1917, EJ
- "Some German Economic Writings about the War", 1917, EJ
- "After-War Problems: Review of Dawson at al.", 1917, EJ
- "Review of Westergaard's Scope and Methods of Statistics", 1917, JRSS
- "Review of Anderson's Value of Money", 1918, EJ
- "Review of Moulton and Phillips on Money and Banking", 1918, EJ
- "Review of Loria's Economic Causes of War", 1918, EJ
- "Review of Arias's Principii", 1918, EJ
- "Review of Smith-Gordon, Rural Reconstruction of Ireland and Russell's National Being", 1918, EJ
- "On the Value of a Mean as Calculated from a Sample", 1918, EJ
- "An Astronomer on the Law of Error", 1918, PhilMag
- Currency and Finance in Time of War, 1918.
- "The Doctrine of Index-Numbers According to Prof. Wesley Mitchell", 1918, EJ
- "Psychical Research and Statistical Method", 1919, JRSS
- "Methods of Graduating Taxes on Income and Capital", 1919, EJ
- "Review of Cannan's Money", 1919, EJ
- "Review of Andreades's Historia", 1919, EJ
- "Review of Lehfeldt's Gold Prices", 1919, EJ
- A Levy on Capital for the Discharge of the Debt, 1919.
- "Mathematical Formulae and the National Commission on Income Tax", 1920, EJ
- "On the Application of Probabilities to the Movement of Gas Molecules", Part I (1920), Part II (1922), Phil Mag
- "Entomological Statistics", 1920, Metron, pp. 75–80
- "Review of Gustav Cassel's Theory of Social Economy", 1920, EJ
- "Review of Bowley's Change in Distribution of National Income", 1920, JRSS
- "Review of the Webbs' History of Trade Unionism", 1920, EJ
- "Molecular Statistics", Part I (1921), Part II (1922), JRSS
- "On the Genesis of the Law of Eror", 1921, PhilMag
- "The Philosophy of Chance", 1922, Mind
- "The Mathematical Economics of Professor Amoroso", 1922, EJ
- "Equal Pay to Men and Women for Equal Work", 1922, EJ
- "Review of Keynes's Treatise on Probability", 1922, JRSS
- "Review of Pigou's Political Economy of War", 1922, EJ
- "Statistics of Examinations", 1923, JRSS
- "On the Use of Medians for Reducing Observations Relating to Several Quantities", 1923, Phil Mag
- "Mr. Correa Walsh on the Calculation of Index Numbers", 1923, JRSS
- "Index Numbers According to Mr. Walsh", 1923, EJ
- "Women's Wages in Relation to Economic Welfare", 1923, EJ

Também disponível como: Edgeworth, F.Y. (1995), «Women's Wages in Relation to Economic Welfare», in:  Humphries, Jane, Gender and economics, ISBN 9781852788438, Aldershot, England Brookfield, Vermont, USA: Edward Elgar, pp. 99–112.
- "Review of Marshall's Money, Credit and Commerce", 1923, EJ
- "Review of The Labour Party's Aim", 1923, EJ
- "Review of Bowley's Mathematical Groundwork", 1924, EJ
- "Review of Fisher's Economic Position of the Married Woman", 1924, EJ
- "Untried Methods of Representing Frequency", 1924, JRSS
- Papers Relating to Political Economy, 3 volumes, 1925.
- "The Plurality of Index-Numbers", 1925, EJ
- "The Element of Probability in Index-Numbers", 1925, JRSS
- "The Revised Doctrine of Marginal Social Product", 1925, EJ
- "Review of J.M. Clark's Overhead Costs", 1925, EJ.
- "mathematical method in political economy," 1926, Palgrave's  Dictionary of Political Economy, reprinted in 1987, The New Palgrave: A Dictionary of Economics, v. 3.
- "Mr Rhode's Curve and the Method of Adjustment", 1926, JRSS